# 约斯特·舍曼-芬克
约斯特·舍曼-芬克（德語：Jost Schömann-Finck，1982年10月8日—），德国男子赛艇运动员。他曾代表德国参加世界赛艇锦标赛，获得三枚金牌和三枚银牌。

## 家庭
哥哥马蒂亚斯·舍曼-芬克。